# Schließfeder

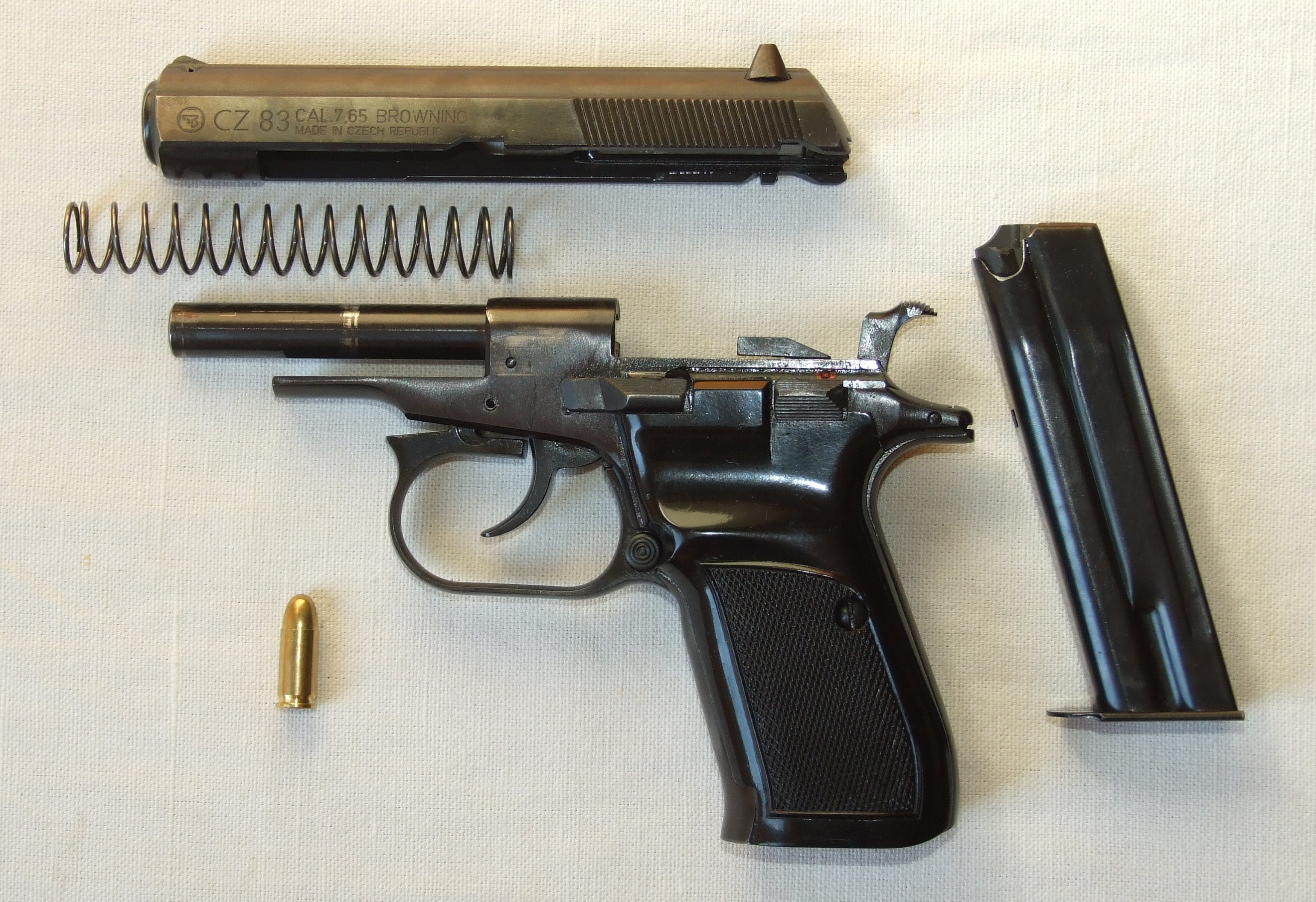
Einzelteile einer ČZ 83, im montierten Zustand liegt die Schließfeder um den Lauf herum

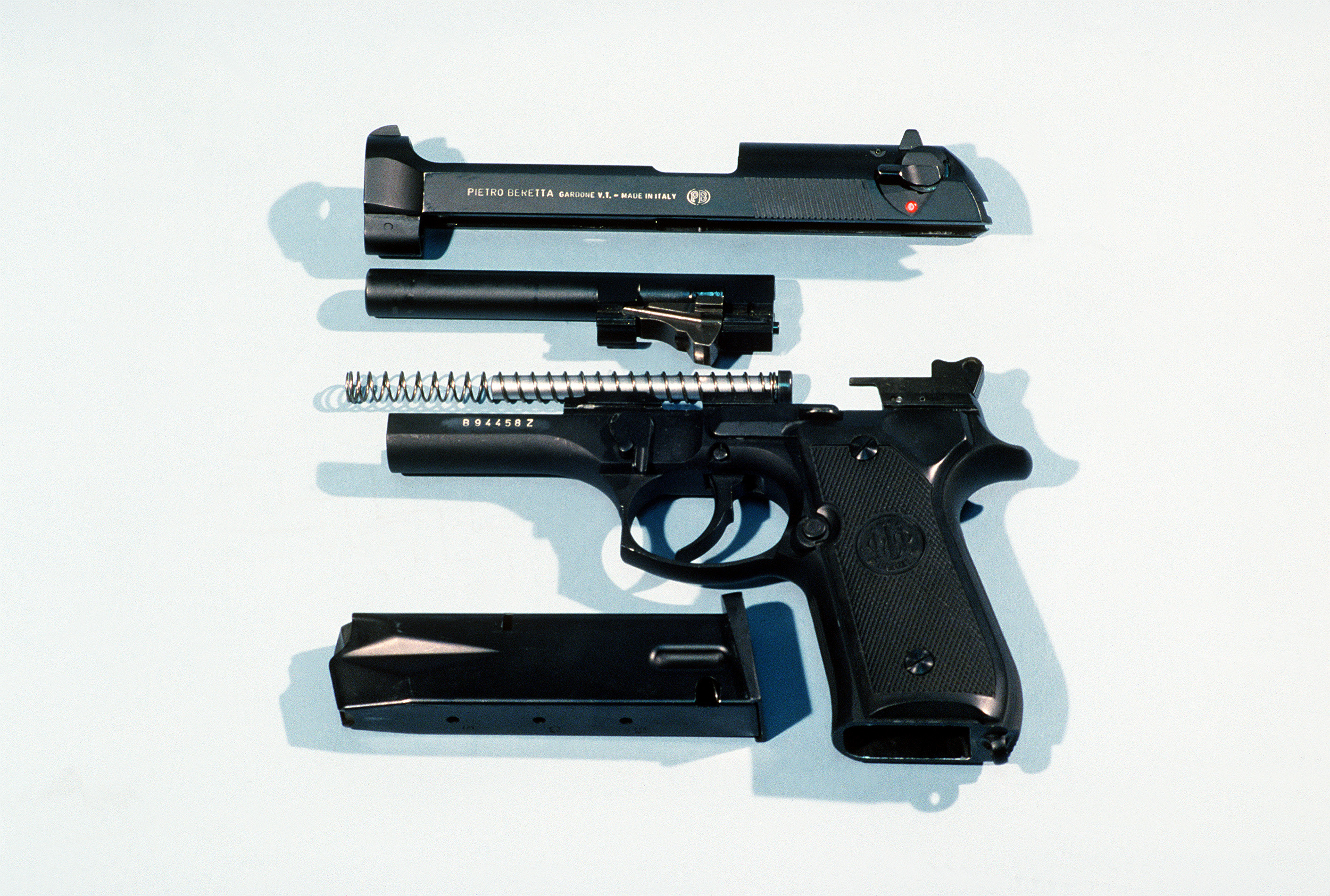
Beretta 92F

Die Schließfeder ist ein Schusswaffenbauteil von Selbstladewaffen, das den Verschluss nach seiner Rückwärtsbewegung wieder in den Ausgangszustand zurückbringt. Die Schließfeder muss auf die zu verschießende Munition abgestimmt sein, da sonst die Waffe nicht ordnungsgemäß funktioniert. Hauptsächlich werden Druck-Schraubenfedern verwendet.
Schließfedern befinden sich im Innern von Schusswaffen. 

## Selbstladepistolen
Bei Selbstladepistolen gibt es hauptsächlich zwei Bauarten, die von der Verschlussbauart abhängen: bei Pistolen mit feststehendem Lauf und unverriegeltem Masseverschluss umschließen sie meist platzsparend den Lauf, bei Pistolen mit verriegeltem Verschluss sind sie in der Regel separat auf einer Führungstange unter dem Lauf verbaut.

## Maschinenpistolen und Selbstladegewehre

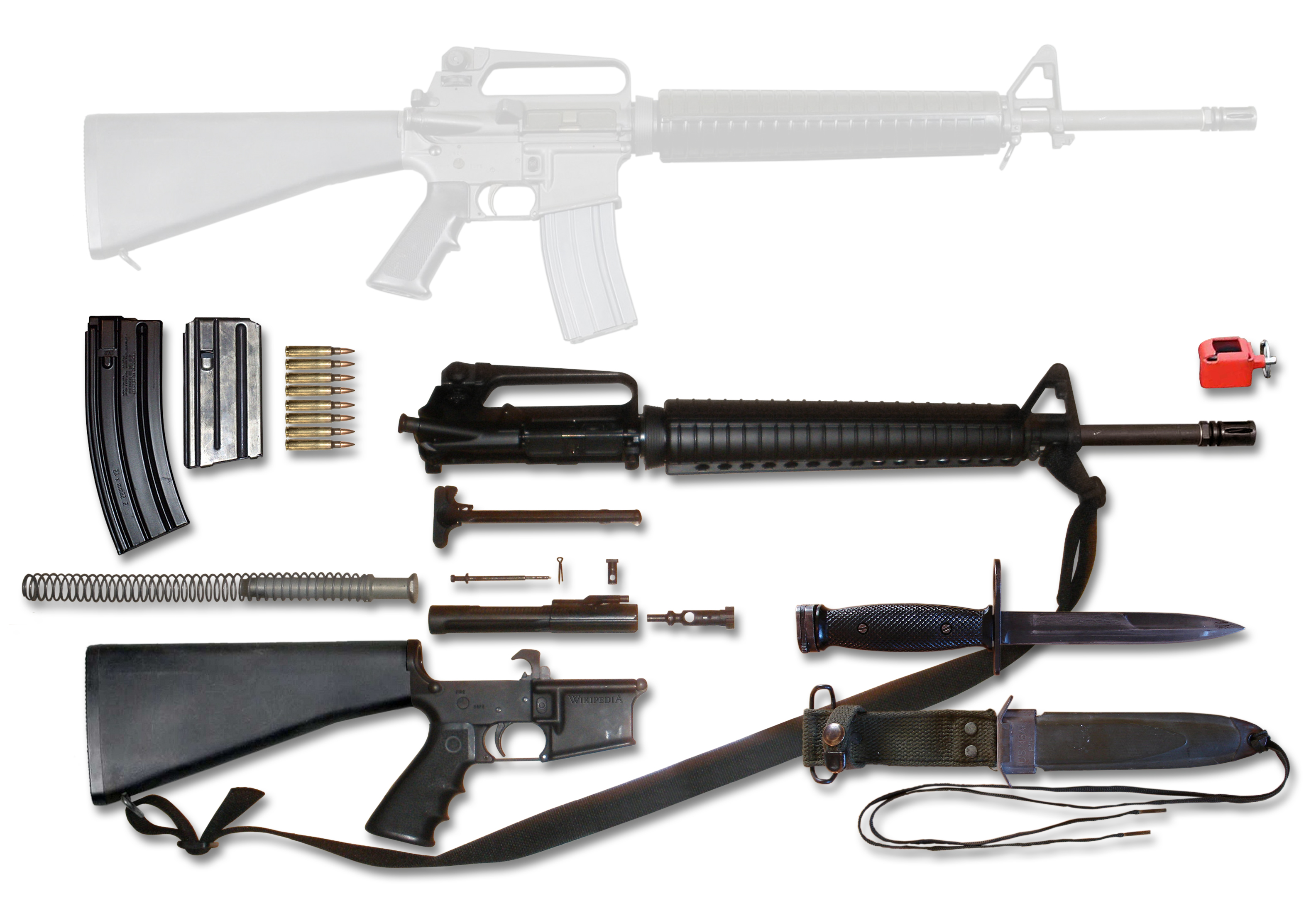
AR-15

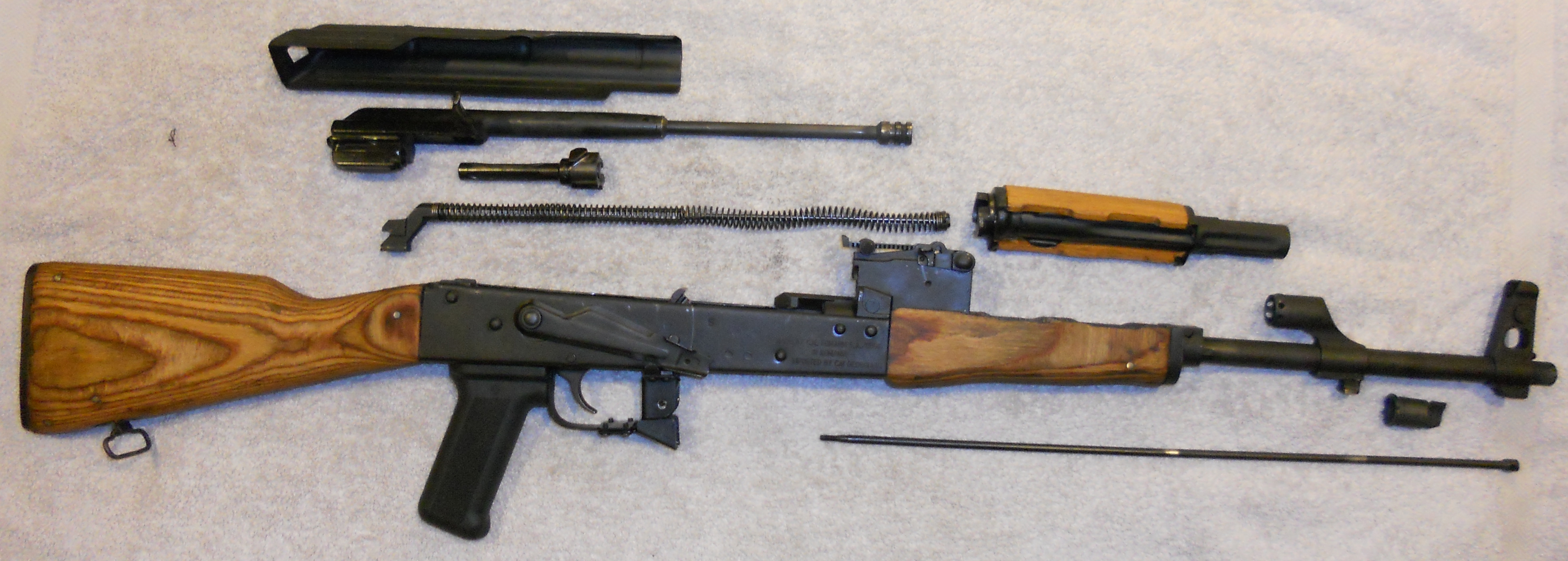
AK-47

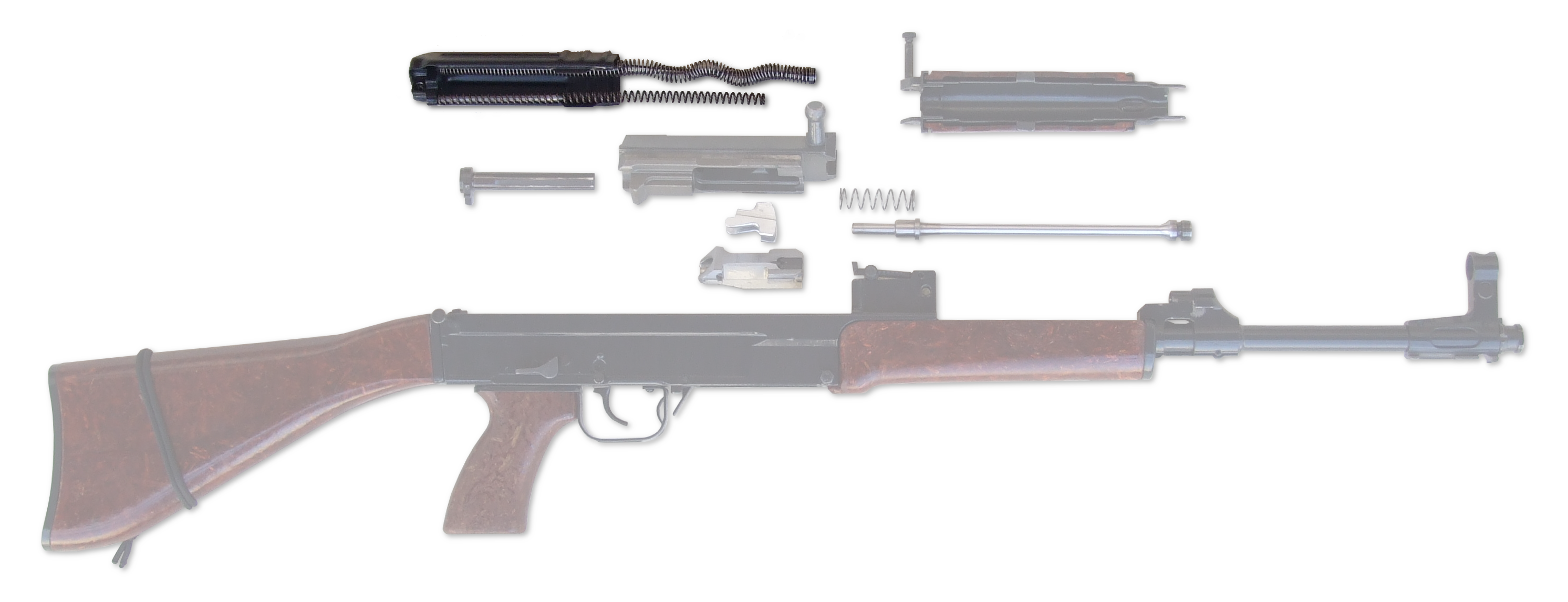
SA vz. 58

Bei Maschinenpistolen, Selbstlade-, Sturm- oder Schnellfeuergewehren ist die Schließfeder in aller Regel im Verschlussgehäuse hinter dem Verschluss untergebracht, was durch die größeren Abmessungen möglich ist. Ein Vorteil dieser Bauweise ist die geringere thermische Belastung, die bei Selbstladepistolen durch die geringere Kadenz kaum eine Rolle spielt, hier aber sehr wohl. Es gibt Schließfedern mit großem Durchmesser ohne Führungsstange, die, bei zylindrischen Verschlussgehäusen, etwa dem Innendurchmesser des Verschlussgehäuses entsprechen (Sten), und Federn mit geringerem Durchmesser, die eine Führungsstange haben. Letztere werden teilweise auch asymmetrisch verbaut (PPSch-41) oder doppelt ausgeführt (AR-18). Bei manchen Waffen reicht die Schließfeder bis in den Schaft (Sturmgewehr 44, AR-15-Familie), nachteilig ist hier, dass die Waffen nicht mit Klappschäften ausgerüstet werden können.

## Maschinengewehre
Bei Maschinengewehren wurden zum Teil auch Zugfedern verbaut (Maxim-Maschinengewehr), dies konnte sich jedoch nicht dauerhaft durchsetzen, ebenso wenig wie um den Gaskolben platzierte Federn wie beim Infanterie-Maschinengewehr DP, hier aufgrund der thermischen Belastung, die nach längerem Gebrauch dazu führte, dass die Feder ihre Spannkraft verlor.